# Edoeard Latypov
Edoeard Ratmilevitsj Latypov (Russisch: Эдуард Ратмилевич Латыпов) (Grodno, 21 maart 1994) is een Russisch biatleet.

## Carrière
Latypov maakte zijn wereldbekerdebuut in het seizoen 2018/19 waar hij 72e werd in de eindstand. Het jaar erop verbeterde hij zich met een 72e plaats en 45e in het individuele onderdeel. In het seizoen 2020/21 werd hij 18e in het algemene klassement, hij werd zestiende in de sprint en massastart en 21e in de achtervolging. Het volgende seizoen werd hij 26e in de eindstand en 21e individueel en in de sprint.
Hij maakte zijn debuut op het wereldkampioenschap 2020 waar hij individueel 43e werd. Het jaar erop nam hij opnieuw deel met een bronzen medaille op de estafette, een zevende plaats op de achtervolging en een tiende plaats in de sprint.
In 2022 nam hij deel aan de Olympische Spelen waar hij drie keer brons won namelijk op de achtervolging, estafette en de gemengde estafette. Daarnaast werd hij twee keer elfde en negentiende op de massastart.

## Resultaten

### Olympische Winterspelen
| Jaar | Plaats | Onderdeel   | Onderdeel | Onderdeel     | Onderdeel  | Onderdeel | Onderdeel          |
| Jaar | Plaats | Individueel | Sprint    | Achtervolging | Massastart | Estafette | Gemengde estafette |
| ---- | ------ | ----------- | --------- | ------------- | ---------- | --------- | ------------------ |
| 2022 | Peking | 11e         | 11e       | ↑             | 19e        | ↑         | ↑                  |

### Wereldkampioenschappen
| Jaar | Plaats   | Onderdeel   | Onderdeel | Onderdeel     | Onderdeel  | Onderdeel | Onderdeel          | Onderdeel                 | Onderdeel |
| Jaar | Plaats   | Individueel | Sprint    | Achtervolging | Massastart | Estafette | Gemengde estafette | Single gemengde estafette |           |
| ---- | -------- | ----------- | --------- | ------------- | ---------- | --------- | ------------------ | ------------------------- | --------- |
| 2020 | Antholz  | 43e         | –         | –             | –          | –         | –                  | –                         |           |
| 2021 | Pokljuka | –           | 10e       | 7e            | 14e        | Brons     | 9e                 | 11e                       |           |

### Wereldbeker
Eindklasseringen
| Seizoen   | Algemeen | Individueel | Sprint | Achtervolging | Massastart |
| --------- | -------- | ----------- | ------ | ------------- | ---------- |
| 2018/2019 | 72e      | 40e         | –      | –             | –          |
| 2019/2020 | 52e      | 45e         | 45e    | 69e           | 47e        |
| 2020/2021 | 18e      | –           | 16e    | 21e           | 16e        |
| 2021/2022 | 26e      | 21e         | 21e    | 24e           | 27e        |